# جرداء بني علي
جرداء بني علي: أحد مراكز محافظة الحجرة، تقع في شرق محافظة الحجرة على مسافة 13 كيلاً. ويقطنها 3155 نسمة.